# زیردریایی یو-۳۵۰۸
زیردریایی یو-۳۵۰۸ (به انگلیسی: German submarine U-3508) یک زیردریایی بود که طول آن ۷۶٫۷ متر (۲۵۱ فوت ۸ اینچ) بود. این زیردریایی در سال ۱۹۴۴ ساخته شد.